# 웨이크원
주식회사 웨이크원은 대한민국 서울특별시 마포구에 위치한 대한민국의 연예 기획사 겸 레코드 레이블이다. CJ 그룹의 CJ ENM 자회사로 알려져 있다.
2014년, 아티스트 매니지먼트를 위해 CJ E&M이 설립한 MMO 엔터테인먼트가 전신으로, 후에 원펙트 엔터테인먼트를 거쳐 2021년, CJ ENM 산하 연예 매니지먼트 사업 정비 계획에 따라 스톤뮤직 엔터테인먼트, 스튜디오 블루와 자회사였던 오프더레코드 엔터테인먼트 등을 웨이크원으로 통합하고 사명을 변경하였다.
솔로 가수 조유리, 하현상과 음악가 그룹 izna 등이 소속되어 있으며, 프로젝트 다국적 음악가 그룹 Kep1er와 제로베이스원의 매니지먼트 업무를 수행하고 있다.

## 역사

### MMO 엔터테인먼트
2014년 설립된 MMO 엔터테인먼트는 CJ ENM의 계열사로, 손호영 등의 기성 소속 뮤지션을 전반적 매니지먼트를 위한 회사로 시작하였다. 2017년, 《프로듀스 101 시즌 2》의 강다니엘 등의 소속사로 알려졌다. 이 즈음 하여 인투잇의 매니지먼트 논란이 발생하고, 전속 계약을 해지한다. 이후 2020년 사명을 변경한다.

### 원펙트 엔터테인먼트
2020년 3월, 원펙트 엔터테인먼트로 사명을 변경하고, 이선이 대표이사로 재임하게 된다.

### 웨이크원
2021년, CJ ENM의 레코드 레이블, 연예 기획사 재정비 방침에 따라, 원팩트 엔터테인먼트와 스톤뮤직 엔터테인먼트, 스튜디오 블루 등이 웨이크원 엔터테인먼트로 합병되었다. 이에 따라 스톤뮤직 엔터테인먼트 소속의 다비치, 조유리 등이 웨이크원 엔터테인먼트 소속으로 변경되었다. 이후 2021년 10월, 상호를 웨이크원으로 변경하였다.
2022년, 웨이크원의 연습생인 김채현을 포함한 프로젝트 다국적 그룹 Kep1er를 계열사인 스윙 엔터테인먼트와 함께 데뷔시키고, 매니지먼트를 진행하고 있다. 이어 송수우의 레코드 레이블로서 데뷔 음반이자 디지털 싱글 "Love Me or Hate Me"를 발매한 바 있다. 한편, 기존의 10인조 보이 그룹 TO1을 9인조 보이 그룹으로 재정비하고, 2022년 6월, 치훈, 민수, 제롬, 웅기가 탈퇴하고 다이고, 렌타, 여정 등을 합류시켰다. 2022년 9월 7일, Kep1er가 EP "FLY-UP"을 일본에서 데뷔하였다. 2022년 10월 26일, 대한민국의 음악 그룹 2AM 출신 임슬옹이 웨이크원과 전속 계약을 맺었다.
2023년, 모기업인 CJ ENM의 Mnet이 방영한 《비 엠비셔스》를 통해 결성된 힙합 크루 엠비셔스와 전속 계약을 체결했다. 이어 《보이즈 플래닛》을 통해 웨이크원의 연습생인 김태래를 포함하여 결성된 프로젝트 다국적 그룹 제로베이스원을 데뷔시켰다.
2024년, 2014년 부터 전신인 스톤뮤직 엔터테인먼트와 전속계약을 이어온 듀오 다비치와 전속 계약이 종료되었다. 한편, Mnet에서 방영 예정인 《I-LAND 2》를 통해 첫 정식 걸그룹을 결성하여 데뷔 시킬 예정이다.
2024년 6월 1일, 모기업의 자회로, 계열사 관계였던 스윙 엔터테인먼트가 모기업의 레이블 정비 정책으로 합병되었다.
2024년 7월 4일, 서바이벌 프로그램 《I-LAND2 N/a》를 통해 신규 걸그룹 이즈나(izna)를 결성했다. 2024년 11월 25일 웨이크원의 프로젝트성 그룹이 아닌 첫 걸그룹으로 데뷔했다.

## 소속 아티스트
다음은 웨이크원에 소속되어 매니지먼트를 받는 아티스트 일람이다.
| 구분     | 아티스트     | 구성원                                                       | 리더   | 데뷔 | 이전 구성원    |
| -------- | ------------ | ------------------------------------------------------------ | ------ | ---- | -------------- |
| 솔로     | 조유리       | -                                                            | -      | 2018 | -              |
| 솔로     | 김필         | -                                                            | -      | 2011 | -              |
| 솔로     | 하현상       | -                                                            | -      | 2018 | -              |
| 솔로     | 임슬옹       | -                                                            | -      | 2008 | -              |
| 솔로     | 김재환       | -                                                            | -      | 2017 | -              |
| 솔로     | 윤지윤       | -                                                            | -      | 2024 | -              |
| 프로젝트 | 케플러       | 김채현                                                       | 최유진 | 2022 | 마시로, 강예서 |
| 프로젝트 | 케플러       | 최유진, 샤오팅, 김다연, 히카루, 휴닝바히에, 서영은           | 최유진 | 2022 | 마시로, 강예서 |
| 프로젝트 | 제로베이스원 | 김태래                                                       | 성한빈 | 2023 | -              |
| 프로젝트 | 제로베이스원 | 김지웅, 장하오, 성한빈, 석매튜, 리키, 김규빈, 박건욱, 한유진 | 성한빈 | 2023 | -              |
| 그룹     | izna         | 마이, 방지민, 코코, 유사랑, 최정은, 정세비                   | -      | 2024 | 윤지윤         |

### 레이블 사용 아티스트
다음은 웨이크원에 소속되어 매니지먼트를 받지 않지만, 레코드 레이블로 웨이크원을  사용하여 발매하는 아티스트 일람이다.
| 구분 | 아티스트 | 구성원 | 리더 | 비고   |
| ---- | -------- | ------ | ---- | ------ |
| 솔로 | 미아     | -      | -    | [ 19 ] |

## 소속 연습생
여성
- I-LAND 2

## 소속 프로듀서
| 구분   | 프로듀서 | 데뷔 |
| ------ | -------- | ---- |
| 작곡가 | 박우상   | 2010 |

## 연도별 배출 아티스트
| 데뷔 | 아티스트     | 형태     | 변동       | 팬덤     | 리더   |
| ---- | ------------ | -------- | ---------- | -------- | ------ |
| 2011 | 김필         | 솔로     | 이적(2020) | 필쏘굿   |        |
| 2013 | 홍대광       | 솔로     | 이적(2017) |          |        |
| 2014 | 박보람       | 솔로     | 이적(2018) |          |        |
| 2015 | 와블         | 듀오     | 이적(2017) |          |        |
| 2016 | 훈스         | 듀오     | 이적(2019) |          |        |
| 2017 | 강다니엘     | 솔로     | 이적(2019) | DANITY   |        |
| 2017 | 윤지성       | 솔로     | 이적(2019) |          |        |
| 2017 | 인투잇       | 그룹     | 이적(2017) | IN2U     | 인표   |
| 2018 | 미아         | 솔로     | 이적       |          |        |
| 2021 | 송수우       | 솔로     | 이적(2022) |          |        |
| 2021 | Kep1er       | 프로젝트 | 전속       | 케플리안 | 최유진 |
| 2022 | 엠비셔스     | 그룹     | 이적(2024) |          | 오천   |
| 2023 | 제로베이스원 | 프로젝트 | 전속       | 제로즈   | 성한빈 |
| 2024 | izna         | 그룹     | 전속       |          |        |

### 오프더레코드
| 데뷔 | 아티스트 | 형태     | 변동       | 팬덤    | 리더   |
| ---- | -------- | -------- | ---------- | ------- | ------ |
| 2018 | fromis_9 | 그룹     | 이적(2021) | Flover  | 이새롬 |
| 2018 | IZ*ONE   | 프로젝트 | 해체(2021) | Wiz*One | 권은비 |

## 관계사
- CJ ENM: 모기업 및 최대 주주사
- 스톤뮤직 엔터테인먼트: 웨이크원에 합병된 연예 기획사 겸 레코드 레이블
- 스튜디오 블루: 웨이크원에 합병된 스튜디오
- 오프더레코드 엔터테인먼트: 웨이크원에 합병된 MMO 엔터테인먼트의 자회사
- 스윙 엔터테인먼트: 웨이크원에 합병된 매니지먼트 기획사이자 계열사

## 같이 보기
- 스톤뮤직 엔터테인먼트
- 웨이크원의 음반